# Giacomo Levi Civita

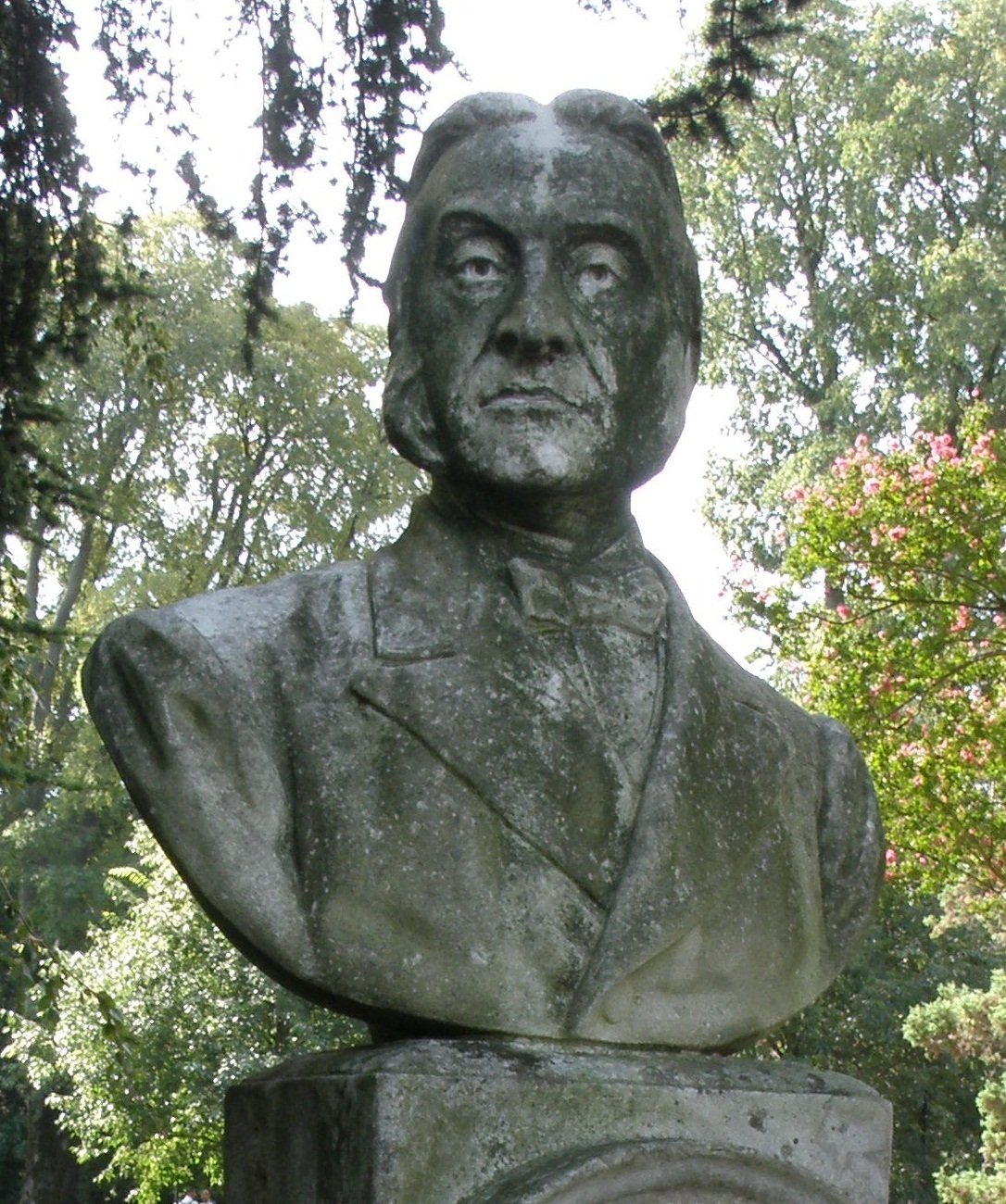
Busto di Giacomo Levi Civita a Padova (scultura di Augusto Sanavio)

Giacomo Levi Civita (Rovigo, 25 aprile 1846 – Padova, 30 marzo 1922) è stato un patriota, politico e avvocato italiano.

## Biografia
Nato da una facoltosa famiglia di origine ebraica, giovanissimo si trasferì a Padova, ove era ancora vivo il ricordo delle dure repressioni austriache dei moti studenteschi del 1848.
Insofferente alla dominazione austriaca, fu mandato dalla famiglia, subito dopo il 1859, a proseguire gli studi in Piemonte nel Regno di Sardegna.
Nel 1862 seguì Garibaldi nella giornata dell'Aspromonte volta alla liberazione di Roma.
Laureatosi poi giovanissimo in Giurisprudenza presso l'Università degli Studi di Pavia, partecipò fra i volontari garibaldini alla campagna in Trentino del 1866.
Incorporato nel 2º Reggimento Volontari Italiani, come furiere nella 3ª compagnia del capitano Bartolomeo Bezzi Castellini, partecipò alla liberazione della Valvestino e di Magasa al seguito dell'operazione del maggiore Luigi Castellazzo del 10 luglio. Si guadagnò, il 21 luglio 1866, nella battaglia di Bezzecca, una menzione onorevole al valore “per essersi distinto nel combattimento”.
Anche il fratello Anselmo, furiere nello stesso reggimento, fu decorato con una medaglia d'argento al valor militare “per essersi distinto nel combattimento”  di Pieve di Ledro del 18 luglio.
Tornato a Padova dopo la liberazione del Veneto nell'ottobre del 1866, iniziò la sua attività professionale, raggiungendo presto considerazione e reputazione vastissime nel diritto civile e in quello commerciale.
È a lui che si deve l'acquisizione al Comune di Padova della Cappella degli Scrovegni, affrescata da Giotto all'inizio del Trecento.
Fu consigliere comunale di Padova dal 1877 e sindaco della città dal 1904 al 1910.
Il 3 giugno 1908 fu nominato senatore del Regno d'Italia.
Fu interventista durante la crisi che portò l'Italia a entrare nella Prima guerra mondiale.
Un suo busto, opera dello scultore padovano Augusto Sanavio, fu collocato il 7 luglio 1928 nell'aula consiliare patavina.
Il figlio Tullio Levi Civita diventò un grande matematico e fisico, internazionalmente noto. Il nipote Alessandro Levi (1881-1953), figlio della sorella Irene, divenne una delle più nobili figure della storia civile dell'Italia del Novecento e della Resistenza al fascismo.